# 刺头菊
刺头菊（学名：Cousinia affinis）为菊科刺头菊属的植物。分布在俄罗斯、蒙古以及中国大陆的新疆等地，生长于海拔480米至800米的地区，见于沙丘或荒漠，目前尚未由人工引种栽培。